# Agrias semirubra
Agrias semirubra är en fjärilsart som beskrevs av Friedrich Wilhelm Niepelt 1910. Agrias semirubra ingår i släktet Agrias och familjen praktfjärilar. Inga underarter finns listade i Catalogue of Life.